# Wezyka
Wezyka, pęcherzyk prąciowy, rurka prąciowa (łac. vesica) – element samczych narządów genitalnych u owadów.
Wezyka to końcowa, błoniasta część edeagusa. Tożsama z workiem prepucjalnym.
U motyli wezyka ma postać rurki, błoniastej cewki, wewnątrz edeagusa i często wyposażona jest w różnego rodzaju ciernie (cornuti), które w trakcie kopulacji znajdują się na jego zewnętrznej powierzchni.